# The Dark Tower (pel·lícula)
The Dark Tower és una pel·lícula de fantasia estatunidenca de 2017 dirigida i coescrita per Nikolaj Arcel. Continuació de la saga de novel·les del mateix nom de l'escriptor Stephen King, la pel·lícula és protagonitzada per Idris Elba, que interpreta Roland Deschain, un gunslinger que intenta protegir la Torre Fosca, una estructura mítica que protegeix totes les realitats, mentre Matthew McConaughey interpreta la seva nèmesis, Walter Padick, l'home de negre, i Tom Taylor interpreta en Jake Chambers, un noi de Nova York que es converteix en l'aprenent de Roland.

## Repartiment
- Idris Elba com Roland Deschain[3]
- Matthew McConaughey com Walter Padick
- Tom Taylor com Jake Chambers[4][5]
- Claudia Kim com Arra Champignon
- Fran Kranz com Pimli[6]
- Abbey Lee com Tirana
- Jackie Earle Haley com Sayre[7]
- Katheryn Winnick com Laurie Chambers[8]
- Dennis Haysbert com Steven Deschain
- Michael Barbieri com Timmy
- José Zúñiga com Dr. Hotchkiss
- Nicholas Hamilton com Lucas Hanson
- De-Wet Nagel com Taheen Tech[9]